# Наоја Кикучи
Наоја Кикучи (јап. 菊地 直哉; 24. новембар 1984) јапански је фудбалер.

## Каријера
Током каријере играо је за Џубило Ивата, Албирекс Нигата, Саган Тосу и многе друге клубове.

## Репрезентација
За репрезентацију Јапана дебитовао је 2010. године.

## Статистика
| Јапан  | Јапан | Јапан |
| Год.   | Ута.  | Гол.  |
| ------ | ----- | ----- |
| 2010   | 1     | 0     |
| Укупно | 1     | 0     |